# Cacioricotta pugliese
Il cacioricotta (in dialetto casurecotta, cacjrëcott) è un formaggio di produzione stagionale (primavera-estate) e ottenuto con tecniche di lavorazione miste tra quelle del formaggio e della ricotta.

## Tecnica
Il latte intero e di acidità naturale, di pecore e capre allevate al pascolo, viene portato quasi a ebollizione, poi viene raffreddato e fatto coagulare con caglio di capretto; la cagliata viene rotta fino a raggiungere grani della dimensione di un chicco di riso e messa in fiscelle a raffreddare.
A questo punto la forma, che ha un diametro di circa 10 cm, un'altezza di 4–7 cm e un peso di 0,5–1 kg, viene salata a freddo.
Il formaggio si consuma fresco, a maturazione rapida (2-3 giorni) o stagionato a maturazione media (2-3 mesi).
Nel primo caso si presenta come un prodotto a pasta morbida, uniforme, di colore bianco e a prevalente sapore sapido. Quando è stagionato si presenta a pasta semidura, leggermente occhiata, di colore giallo paglierino.
Viene utilizzato sia come prodotto da tavola che da grattugia.
Per la definizione delle caratteristiche organolettiche del cacioricotta è essenziale l'alimentazione degli animali che forniscono il latte. Infatti, la presenza nel periodo tardo primaverile-estivo di erba secca dà un sapore più deciso al latte e quindi al formaggio, anche se la resa cioè la quantità di latte prodotta si riduce.